# Ephemeral Fantasia
Ephemeral Fantasia (ライゼリート エフェメラル ファンタジア, Reiselied: Ephemeral Fantasia) est un jeu vidéo de rôle développé et édité par Konami, sorti en 2000 sur PlayStation 2.

## Accueil
- GameSpot : 5,7/10[1]